# Награда Небојша Поповић
Награда Небојша Поповић је награда која се додељује за допринос промоцији и критичком промишљању филмске уметности и културе. Установљена је 2016. године. Одлуку о добитницима доноси стручни жири, а награда се састоји од новчаног износа који обезбеђује Филмски центар Србије, уметнички обликованог предмета, рад архитекткиње Ајле Селенић и привилегије и обавезе добитника да селектује и организује маратон најбољих филмова из претходне године у Дворани Културног центра Београда.
Свечана додела награде је сваког 11. јануара за претходну годину. Одржава се ДКЦ-у, уз филмски маратон по избору добитника од претходне године. Само је уз прву доделу, јануара 2017. филмове бирао жири за доделу награде.
Награда носи име у част Небојше Поповића, чувеног српског филмског критичара.

## Оснивачи
Међу оснивачима награде су:
- Југословенска кинотека,
- Филмски центар Србије,
- Радио-телевизију Србије,
- Културни центар Београда,
- Отворени универзитет Суботица — Фестивал европског филма Палић,
- Удружење грађана Поглед у свет — Фестивал ауторског филма,
- Фонд Б92 — Фестивал Слободна зона,
- Међународни фестивал документарног филма Белдокс.

Међу оснивачима су такође и чланове породице Небојше Поповића.

## Добитници
2016. — Светлана и Зоран Поповић, оснивачи Центра за визуелне комуникације Квадрат и фестивала 7 величанствених
2017. — Владимир Петрић, један од најзначајнијих савремених српских теоретичара и историчара филма
2018. — Милан Влајчић, филмски и књижевни критичар, публициста и новинар
2019. — Мирољуб Стојановић, филмски критичар, публициста и уредник издаваштва у Филмском центру Србије
2020. — Срђан Вучинић, филмски критичар
2021. — Павле Леви, филмолог и филмски публициста
2022. — Радослав Зеленовић, менаџер у култури, програмски уредник, професор, оснивач и руководилац филмских фестивала
2023. — Невена Даковић, редовна професорка Теорије филма на Факултету драмских уметности у Београду